# St. Peter und Paul (Antdorf)

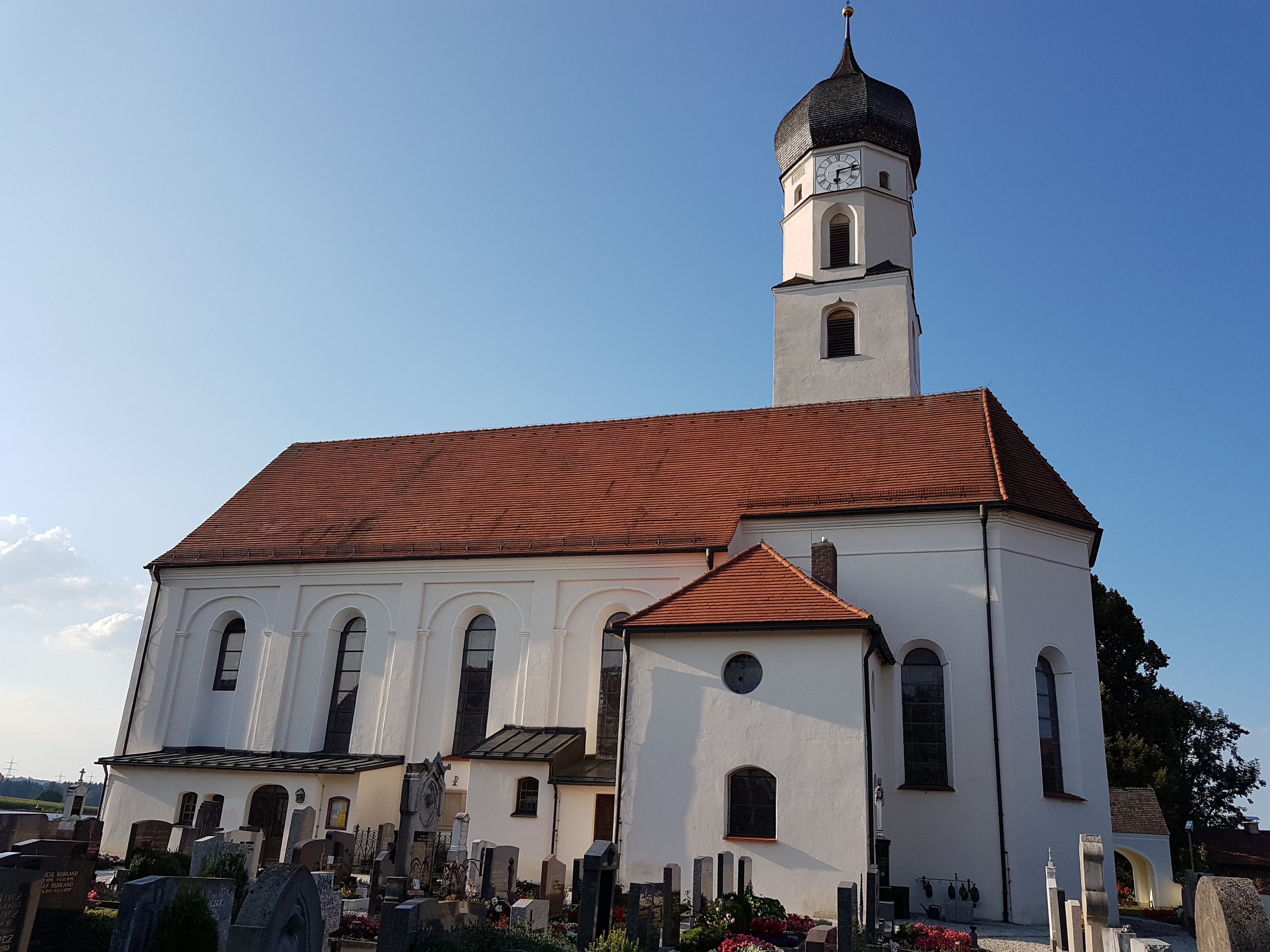
St. Peter und Paul von Süden

Die katholische Pfarrkirche St. Peter und Paul steht am Kirchplatz in Antdorf im oberbayerischen Landkreis Weilheim-Schongau.

## Geschichte

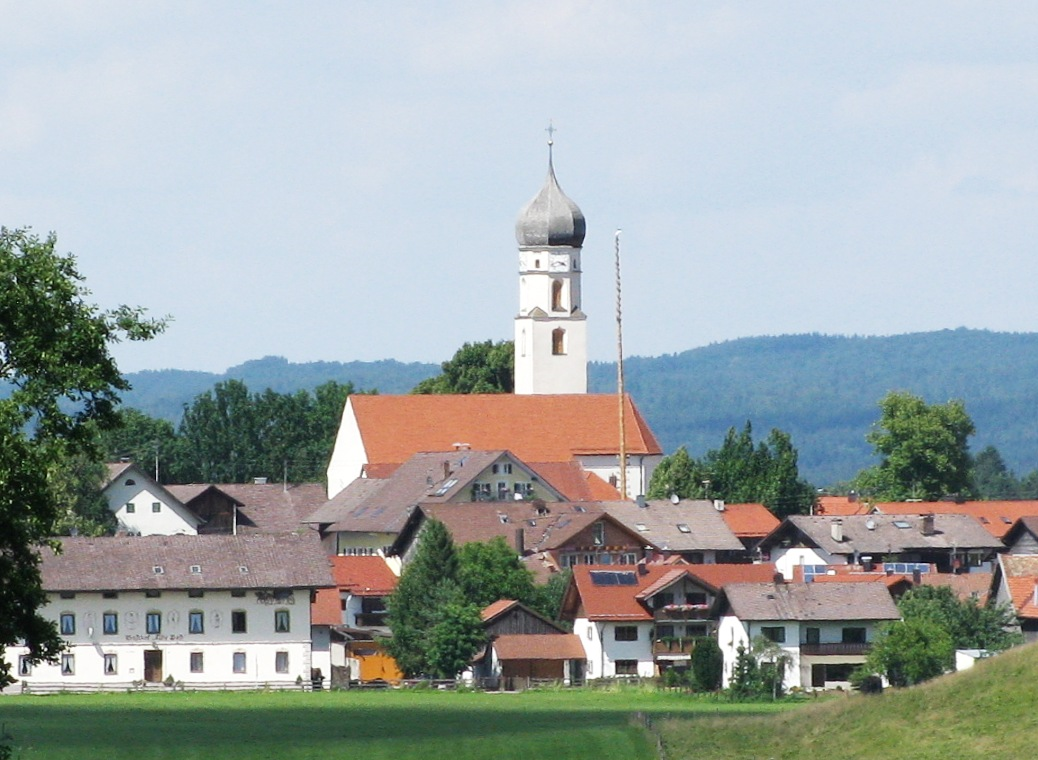
Antdorf mit St. Peter und Paul von Süden

Nachdem der spätgotische Vorgängerbau der heutigen Kirche 1632 im Dreißigjährigen Krieg beim von den Schweden verursachten Dorfbrand abgebrannt war, wurde von 1688 bis 1694 vom Wessobrunner Baumeister Caspar Feichtmayr unter Pfarrer Mathäus Koch eine neue Pfarrkirche erbaut. Die Einweihung zu Ehren von Peter und Paul erfolgte bei Fertigstellung 1694. Die barocke Kirche wurde erstmals 1895/96 in teilweise neubarockem Stil und letztmals 2002/03 renoviert.

## Architektur und Ausstattung

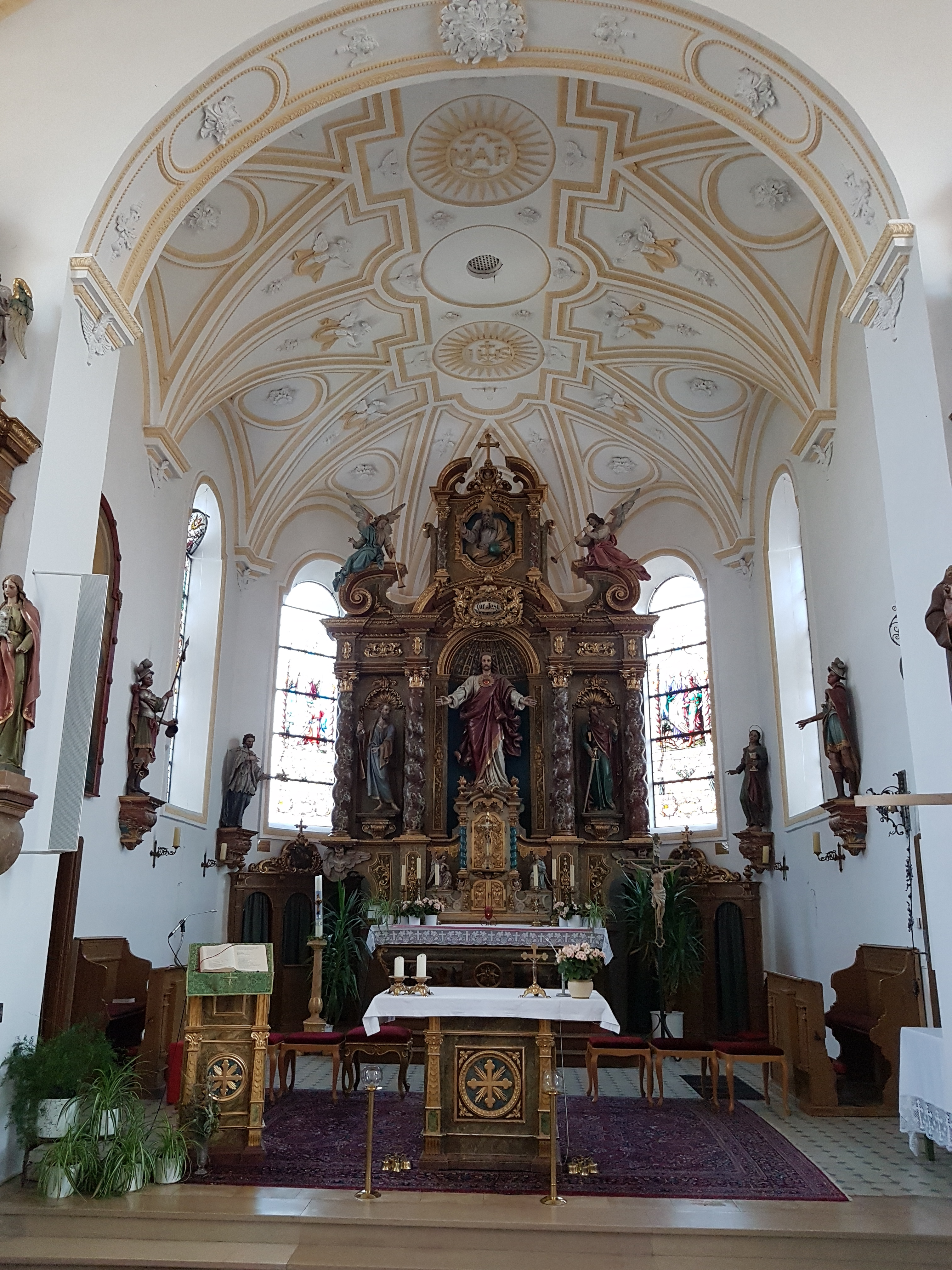
Blick in den Chor

Der barocke Saalbau mit stark eingezogenem Polygonalchor sowie dem im Norden angeschlossenen Flankenturm steht auf der Grundlage des spätgotischen Vorgängerbaus und ist in weißer und gelber Farbe gestrichen. Angefügt ist eine zweigeschossige Sakristei.
Seit der Renovierung von 1895/96 befindet sich auf dem Hochaltar eine Herz-Jesu-Statue. Zu dieser Zeit wurden auch die transparenten Glasfenster durch 1895 bei Kirchmair in München gestaltete, bunt bemalte ersetzt, die sowohl innen wie außen bemalt sind. Die prachtvolle Marienfigur aus der Zeit um 1470 wurde der Pfarrei als Dauerleihgabe vom Bayerischen Nationalmuseum überlassen.
Ein Kruzifix von Anfang des 17. Jahrhunderts mit Mater-Dolorosa-Darstellung ist an der nördlichen Kirchenwand zu sehen.

### Glocken
Die fünf alten Stahlglocken wurden 2011 durch neue Bronzeglocken ersetzt. Die alten Glocken stehen seitdem im an die Kirche angrenzenden Friedhof.
| Nr. | Name           | Gießer    | Gussort   | Gussjahr | Schlagton |
| --- | -------------- | --------- | --------- | -------- | --------- |
| I   | Peter und Paul | Grassmayr | Innsbruck | 2011     | c’        |
| II  | Isidor         | Grassmayr | Innsbruck | 2011     | f’        |
| III | Maria          | Grassmayr | Innsbruck | 2011     | as’       |
| IV  | Johannes       | Grassmayr | Innsbruck | 2011     | b’        |
| V   | Benedikt       | Grassmayr | Innsbruck | 2011     | c’’       |

### Orgel

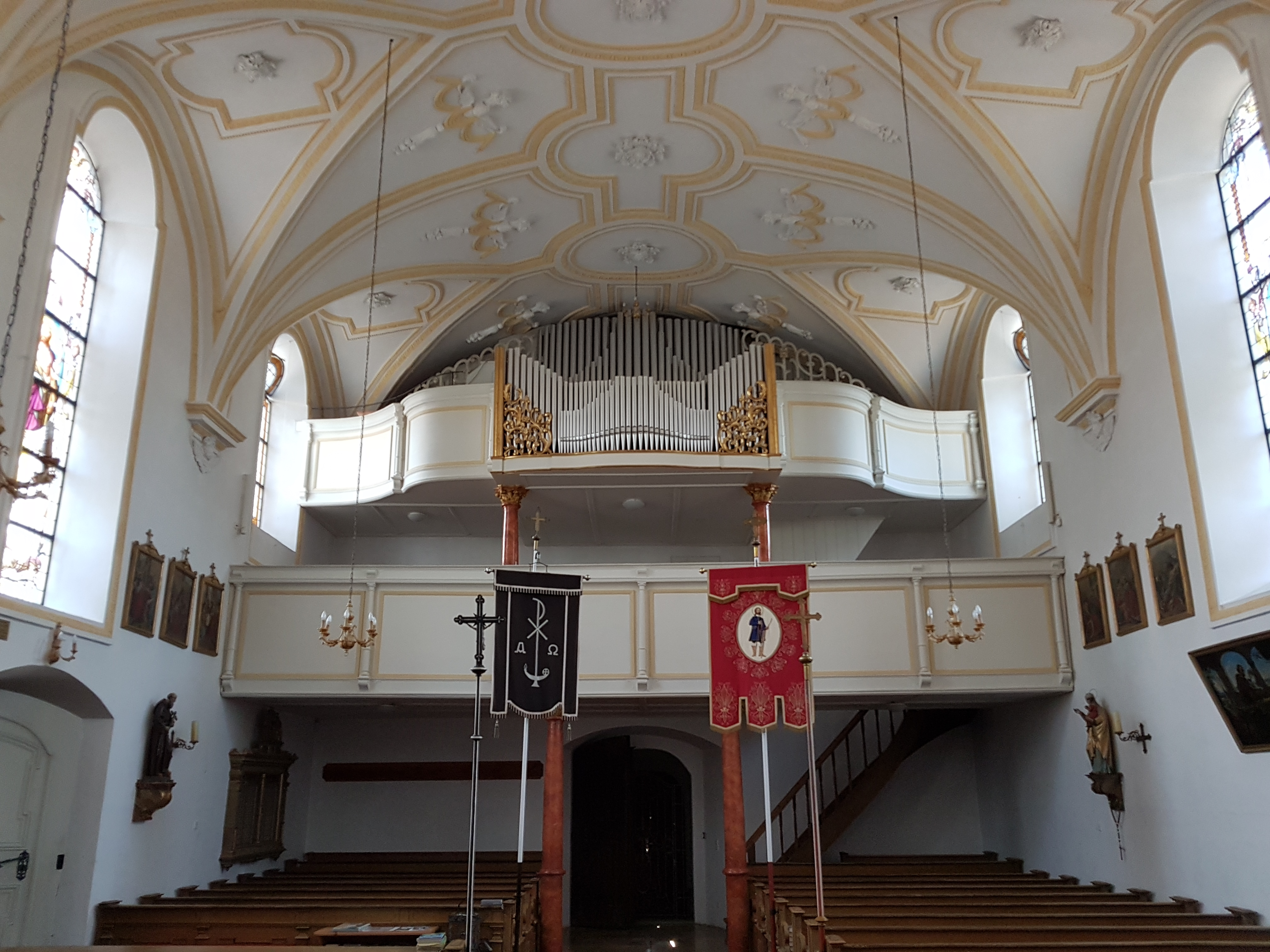
Blick zu den Emporen

Die heutige Orgel wurde 1935 angeschafft und stammt von der Firma Josef Zeilhuber aus Altstädten (Sonthofen). Die Vorgänger-Orgel baute die Münchner Werkstatt Max Maerz, sie kam 1935 in die Kirche von Frauenrain. Die erste Antdorfer Orgel ist für 1721 nachgewiesen, sie wurde von Johann Michael Dietrich gebaut.
Disposition
| I Manual  |       |
| Mixtur    | 2 ⁄3′ |
| Oktave    | 4′    |
| Zartflöte | 4′    |
| Prinzipal | 8′    |
| Gedeckt   | 8′    |
| Bordun    | 16′   |
| Dolce     | 8′    |

| II Manual    |       |
| Salizional   | 8′    |
| Vox Celestis | 8′    |
| Soloflöte    | 8′    |
| Traversflöte | 4′    |
| Prinzipal    | 4′    |
| Nachthorn    | 2′    |
| Cimbel       | 1 ⁄3′ |
| Oboe         | 8′    |

| Pedal     |     |
| Oktavbass | 8′  |
| Subbass   | 16′ |
| Zartbass  | 16′ |

- Koppeln: II/I, I/P, II/P